# Kanton Joué-lès-Tours
Der Kanton Joué-lès-Tours ist seit 1973 ein französischer Wahlkreis im Arrondissement Tours, im Département Indre-et-Loire und in der Region Centre-Val de Loire. Sein Hauptort ist Joué-lès-Tours.
Der Kanton besteht einzig aus der Gemeinde Joué-lès-Tours mi 38.432 Einwohnern (Stand: 2022) auf einer Fläche von 32,41 km².